# Cahíz

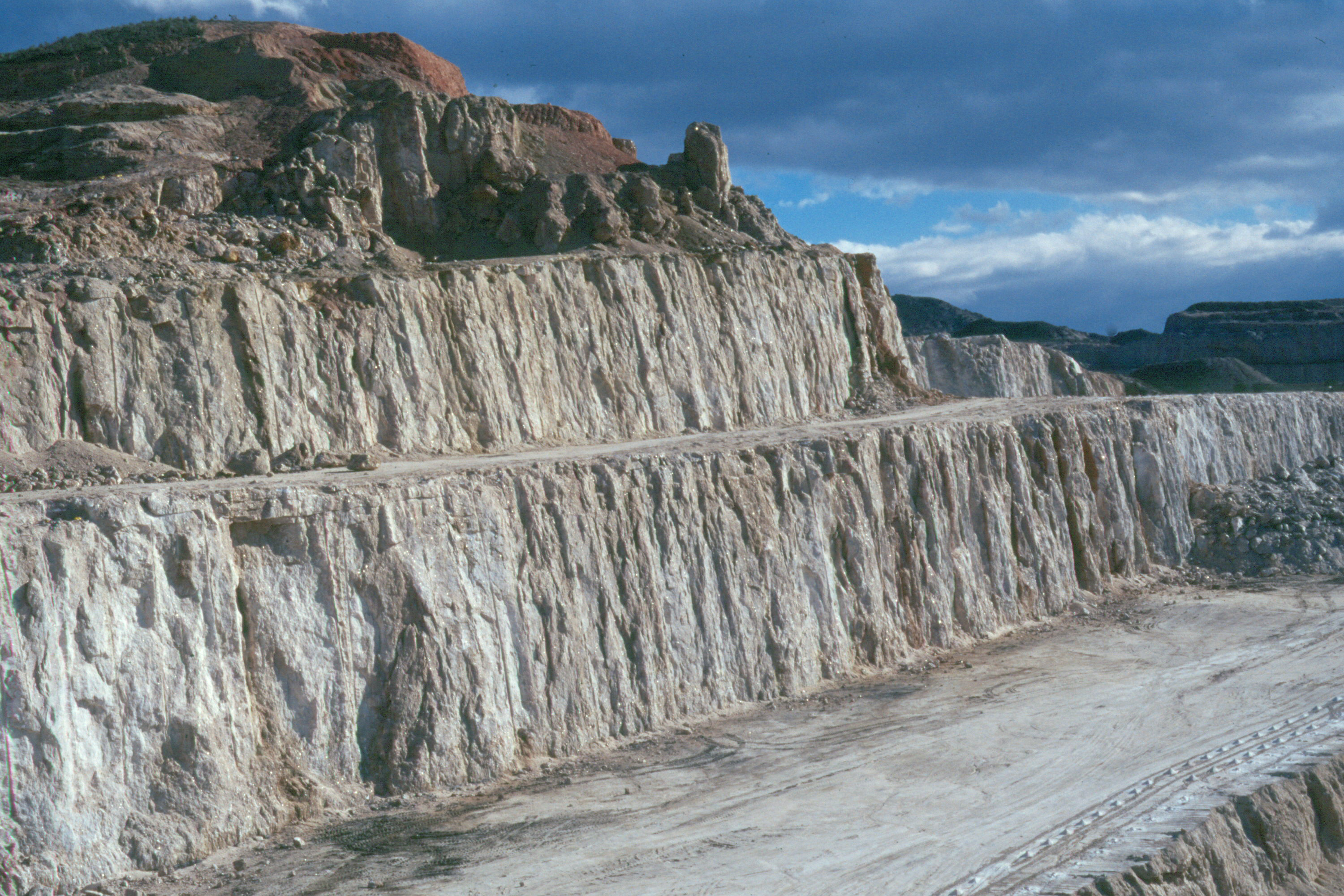
Canteras de Yeso.

El cahíz (del árabe :قفيز, qafīz) es una antigua medida de capacidad muy utilizada es España, aunque con diferencia de equivalencia según la región.
En Madrid se empleaba frecuentemente en las canteras de yeso existentes en las cercanías de la ciudad exclusivamente para el yeso, siendo su equivalencia 690 kilogramos. En Madrid abundan los yacimientos de yeso y sus cercanías abundan unas excavaciones denominadas hornos morunos, ya mencionadas en las Relaciones topográficas de Felipe II. 
En Navarra tradicionalmente se empleaba con los cereales durante la Edad Media siendo equivalente a 4 robos, 16 cuarteles o 64 almudes. Así una cahizada sería una superficie de cultivo equivalente a 4 robadas o, lo que sería lo mismo, unas 36 áreas.
En Aragón, donde la cahizada sería algo más, unas 38 áreas, un cahíz equivalía a 8 fanegas, 24 cuartales y 96 almudes o celemines.
En Castilla equivalía a doce fanegas, unos 667 litros mientras que en Valladolid era equivalente a unos 657 litros por el distinto valor de la fanega.